# Cirugía del glaucoma mínimamente invasiva
La cirugía del glaucoma mínimamente invasiva (MIGS) es el último avance en el tratamiento quirúrgico del glaucoma, cuyo objetivo es reducir la presión intraocular aumentando el flujo de salida del humor acuoso o reduciendo su producción. La MIGS comprende un grupo de procedimientos quirúrgicos que comparten características comunes. Los procedimientos MIGS implican un abordaje mínimamente invasivo, a menudo con pequeños cortes o microincisiones a través de la córnea que causan el menor traumatismo posible a los tejidos esclerales y conjuntivales circundantes. Las técnicas minimizan la cicatrización tisular, lo que permite la posibilidad de realizar en el futuro procedimientos tradicionales para el glaucoma, como la trabeculectomía o la implantación de una válvula de glaucoma (también conocida como dispositivo de drenaje del glaucoma) en caso necesario.
La cirugía tradicional del glaucoma suele implicar un abordaje externo (ab externo) a través de la conjuntiva y la esclerótica; sin embargo, los procedimientos MIGS alcanzan su objetivo quirúrgico desde una vía interna (ab interno), normalmente a través de una incisión autosellante en la córnea. Al realizar el procedimiento desde un abordaje interno, los procedimientos MIGS a menudo reducen las molestias y conducen a períodos de recuperación más rápidos. Aunque los procedimientos MIGS ofrecen menos efectos secundarios, los procedimientos tienden a dar lugar a una menor reducción de la presión intraocular (PIO) que con la trabeculectomía o la implantación de derivación tubular para el glaucoma.

## Usos médicos
El glaucoma es un grupo de trastornos oculares en los que se produce un daño crónico y progresivo del nervio óptico. El aumento de la presión intraocular (PIO) es el principal y único factor de riesgo modificable, al que se atribuye la progresión de la enfermedad. Durante los últimos 25 años, el tratamiento del glaucoma se ha basado en el uso de terapias farmacéuticas y cirugía incisional. Los procedimientos MIGS pueden proporcionar al paciente una reducción sostenida de la PIO, al tiempo que minimizan el riesgo y las complicaciones asociadas a las intervenciones para el glaucoma y disminuyen la dependencia de los medicamentos para el glaucoma.

## Efectos adversos
Los procedimientos MIGS ofrecen un excelente perfil de seguridad, con una incidencia mínima de complicaciones, especialmente en comparación con otras formas de cirugía del glaucoma.

## Procedimientos
El objetivo de la MIGS, como el de todas las cirugías del glaucoma, es reducir la PIO aumentando el flujo de salida del humor acuoso, el líquido que produce el ojo y que llena el espacio entre la córnea y el cristalino, o disminuyendo la producción de humor acuoso. La MIGS engloba numerosos dispositivos y técnicas, incluidas las intervenciones dirigidas al flujo trabecular y al canal de Schlemm, el flujo supracoroideo, los procedimientos asistidos por gonioscopia y las derivaciones subconjuntivales.

### Dispositivos micro-stent/shunt

#### iStent
El iStent Trabecular Micro-Bypass Stent, o simplemente iStent, es el dispositivo médico implantable más pequeño diseñado para reducir la presión intraocular facilitando la salida trabecular del humor acuoso. La salida trabecular es una de las principales vías de salida del humor acuoso en el ojo y ha sido objeto de enfoques terapéuticos tanto farmacéuticos como quirúrgicos en el glaucoma.
El iStent, de 1 milímetro de longitud, es un dispositivo de titanio que se inserta por vía interna a través de la malla trabecular en el canal de Schlemm, sorteando la malla trabecular y facilitando el flujo del humor acuoso desde el ojo. Los estudios han demostrado que el iStent es un procedimiento eficaz, que suele reducir la presión intraocular a la mitad de la adolescencia.
El iStent es el primer dispositivo MIGS que obtiene la aprobación de la FDA para su implantación en combinación con la cirugía de cataratas. También se ha demostrado que el dispositivo ofrece un mejor control de la PIO que la cirugía de cataratas sola hasta un año de seguimiento en un amplio estudio aleatorizado y controlado de la FDA, aunque la eficacia se redujo significativamente a los 2 años. La seguridad del iStent fue comparable a la de la cirugía de cataratas sola, que es mucho mejor que la trabeculectomía convencional. Entre las complicaciones habituales se incluyen la no implantación del dispositivo, tocar el iris con el dispositivo y tocar la superficie inferior de la córnea (endotelio) con el dispositivo. Múltiples estudios han confirmado desde entonces la eficacia y el perfil de seguridad tipo MIGS del iStent.
Para hacer frente a la menor eficacia a los 2 años, se han realizado algunos estudios con múltiples iStents.
Una revisión Cochrane de 2019 halló que los individuos que reciben iStents en combinación con cirugía de cataratas pueden tener menos probabilidades que los que solo reciben cirugía de cataratas de necesitar colirios para el glaucoma en el seguimiento a medio plazo; sin embargo, las pruebas de este hallazgo eran de baja calidad.
El Instituto Nacional de Salud y Excelencia Clínica del Reino Unido (Institute for Health and Care Excellence) (NICE) ha aprobado el uso de las endoprótesis trabeculares de microrreducción en el Reino Unido.

#### Micro-stent CyPass
El Micro-Stent CyPass es el primer dispositivo MIGS desarrollado para reducir la PIO a través del espacio supracoroideo (espacio virtual entre la coroides y la esclerótica creado por la implantación del dispositivo), una parte de la vía uveoescleral de salida del humor acuoso. La vía uveoescleral es una importante vía de salida y drenaje del humor acuoso, que puede representar hasta el 57% del flujo de salida total. Inicialmente se utilizaron procedimientos de hendidura ciclodialítica para acceder a esta vía con una reducción significativa de la PIO, pero la hendidura era propensa a una gran variabilidad anatómica, así como a un cierre postoperatorio precoz debido a la falta de un implante de drenaje permanente con un conducto estandarizado y uniforme.
Tiene un microlumen de 300 micrómetros (0,012 pulgadas) y está diseñado para aumentar el flujo de salida al espacio supracoroideo con el fin de controlar la presión intraocular; está indicado para el tratamiento del glaucoma primario de ángulo abierto. La endoprótesis se implanta a través de un abordaje ab interno y se inserta en el espacio supraciliar (entre el cuerpo ciliar y la esclerótica), creando de hecho una hendidura de ciclodiálisis controlada, que el dispositivo mantiene abierta.
Los primeros datos clínicos sobre el dispositivo se presentaron en 2010 y mostraron una reducción sostenida de la PIO y un perfil de seguridad similar al de los MIGS. Esto se ha corroborado en estudios posteriores en el entorno combinado con cirugía de cataratas y como tratamiento independiente para pacientes a los que les falla la terapia tópica para el glaucoma. Los datos de un amplio estudio controlado aleatorizado han informado de una eficacia positiva tras 2 años de seguimiento y se presentarán a la FDA para su aprobación. El dispositivo CyPass cuenta con el marcado CE desde 2009.
El micro-stent CyPass fue retirado voluntariamente del mercado por los fabricantes Alcon en agosto de 2018.

#### Hydrus
El Hydrus Microstent es un dispositivo MIGS implantable para el tratamiento del glaucoma primario de ángulo abierto; la implantación de este dispositivo puede realizarse junto con la cirugía de cataratas. El Hydrus Microstent es el más largo de los dispositivos MIGS (implante de 8 milímetros de longitud) y, de forma similar al iStent, está diseñado para aumentar el flujo de salida trabecular.
El implante se inserta a través de la malla trabecular, sorteando así la resistencia del flujo acuoso a través del tejido. Sin embargo, otras cirugías de glaucoma, como la canaloplastia, han demostrado que la dilatación mecánica del canal de Schlemm también se asocia a una reducción de la presión intraocular. El Hydrus Microstent aprovecha esta propiedad dilatando mecánicamente y manteniendo abierto el canal de Schlemm. Se cree que la longitud del Hydrus Microstent abre aproximadamente una cuarta parte del canal de Schlemm, dirigiendo el humor acuoso hacia los canales colectores abiertos aguas abajo.
Los datos clínicos de un estudio controlado aleatorizado demuestran la eficacia del dispositivo a 1 y 2 años. El Hydrus Microstent se está investigando actualmente en un estudio aprobado por la FDA para el glaucoma de leve a moderado.

#### Stent de gel XEN
La endoprótesis de gel XEN es un dispositivo microquirúrgico transescleral implantable que permite drenar el líquido acuoso de la cámara anterior al espacio subconjuntival, una vía utilizada por las cirugías tradicionales de trabeculectomía y de dispositivos de drenaje del glaucoma. A diferencia de estos dos últimos procedimientos, la endoprótesis de gel XEN se realiza a través de un abordaje interno y evita incidir y alterar directamente la propia conjuntiva.
La endoprótesis de 6 milímetros se coloca a través de la malla trabecular, con un extremo de la endoprótesis situado directamente debajo de la conjuntiva, más allá de la pared externa de la esclerótica. El extremo interior de la endoprótesis se sitúa en la cámara anterior, permitiendo una conexión directa para que el humor acuoso fluya hacia el espacio subconjuntival. La endoprótesis está hecha de un material no biorreactivo, que no favorece la cicatrización de la conjuntiva. La endoprótesis de gel XEN fue aprobada por la FDA el 22 de noviembre de 2016.

#### Microsonda InnFocus
La Microsonda InnFocus  es un pequeño tubo de 8 mm de longitud que se inserta en el ojo para ayudar a reducir la presión intraocular y disminuir la necesidad de medicación. Una revisión Cochrane publicada en diciembre de 2019 no encontró ningún ensayo clínico publicado para evaluar si el InnFocus Microshunt es más seguro y cómodo para los pacientes que la cirugía estándar del glaucoma (trabeculectomía).
La Microsonda InnFocus ha pasado a denominarse Preserflo.

### Procedimientos mínimamente invasivos

#### Endociclofotocoagulación
El humor acuoso se produce en la parte del ojo conocida como cuerpo ciliar. El cuerpo ciliar contiene 72 protuberancias conocidas como procesos ciliares, a partir de los cuales se produce el humor acuoso. La destrucción de estos procesos ciliares con un láser de diodo, conocida como ciclofotocoagulación, puede utilizarse para disminuir la cantidad de humor acuoso producido, reduciendo así la presión intraocular.
La ciclofotocoagulación se ha realizado tradicionalmente utilizando un láser externo a través de la esclerótica, lo que se conoce como ciclofotocoagulación transescleral. Sin embargo, los efectos secundarios del abordaje transescleral pueden incluir inflamación significativa, presión intraocular crónicamente baja, hemorragia intraocular y cierre permanente del ojo, lo que se conoce como fístesis. Los avances recientes han permitido ahora combinar un láser de diodo con una cámara (endoscopio) que permite la visualización directa de los procesos ciliares durante la ablación (Endo Optiks, Beaver Visitec, Waltham, MA).
La endociclofotocoagulación está indicada para el tratamiento del glaucoma de ángulo abierto y cerrado y se realiza en ojos que ya han sido sometidos a cirugía de cataratas o se realiza concomitantemente con la extracción de cataratas. La mayor investigación sobre endociclofotocoagulación ha demostrado una disminución significativa de la presión intraocular de hasta 10 mmHg, así como una reducción significativa del número de medicamentos necesarios para el glaucoma. Las reacciones adversas notificadas incluyen inflamación intraocular, hemorragia y edema macular cistoide (hinchazón de la retina). Una revisión Cochrane publicada en 2019 no encontró estudios relevantes publicados sobre la ciclofotocoagulación endoscópica para evaluar su eficacia en comparación con otros tratamientos quirúrgicos (incluidos otros MIGS), el tratamiento con láser o el tratamiento médico.

#### Trabectome
El Trabectome, o trabeculectomía ab interno, es un dispositivo microquirúrgico autorizado por la Administración de Alimentos y Fármacos de EE. UU. desde 2006, que se utiliza en pacientes con glaucoma de ángulo abierto para extirpar una franja de malla trabecular, el tejido principalmente responsable del aumento de la resistencia al flujo acuoso en el glaucoma. El Trabectome utiliza electrocauterio a través de un abordaje interno para vaporizar la malla trabecular, creando una gran vía para el flujo acuoso, con un trauma mínimo para los tejidos circundantes. El procedimiento puede realizarse solo o junto con la cirugía de cataratas.
Trabectome es único entre los procedimientos MIGS, ya que no hay ningún dispositivo físico implantado dentro del ojo; la reducción de la presión es un resultado directo de la destrucción y eliminación de la malla trabecular. Los estudios han hallado una disminución de la presión intraocular hasta la mitad de la adolescencia tras el procedimiento, que tiene un perfil de seguridad favorable. La complicación más frecuente de la cirugía con Trabectome es la hemorragia, que puede nublar la visión y requerir tiempo adicional de recuperación. La zona operada puede cicatrizar con el tiempo y la presión puede volver a subir.
A principios de 2014, NeoMedix recibió una carta de advertencia de la FDA en relación con las prácticas de comercialización.

#### Trabeculostomía con láser Excimer
La trabeculostomía con láser excimer es un procedimiento que crea orificios en la malla trabecular para reducir la presión intraocular mediante el uso de un láser excimer. Desarrollada por primera vez en 1987, una revisión de 8 estudios realizada en 2020 concluyó que el procedimiento reducía la presión intraocular en un 20-40% y tenía resultados generalmente positivos.